# Associazione Calcio Pavia 2001-2002
Questa voce raccoglie le informazioni riguardanti l'Associazione Calcio Pavia nelle competizioni ufficiali della stagione 2001-2002.

## Stagione
Nella Stagione 2001-2002 il Pavia disputa il girone A del campionato di Serie C2, raccoglie 50 punti con il sesto posto di classifica. Aria di festa a Pavia dopo il ritorno tra i professionisti e la trionfale stagione scorsa. A disposizione del confermato mister Marco Torresani una squadra molto rinnovata per poter competere nella categoria superiore. La partenza è buona, con una doppietta di Omar Nordi viene piegato il quotato Prato che dominerà il campionato. Poi arrivano sette pareggi di fila, che non permettono al Pavia di mantenere il passo delle grandi. Al termine dell'andata svetta l'Alessandria con 38 punti, il Pavia ne ha 24. Nel ritorno cedono i grigi alessandrini, mentre mantengono il passo Novara, Prato, Pro Patria e Pavia. Il Pavia lotta per un posto nei playoff, resta fuori di un solo punto, e risulta decisiva l'unica sconfitta interna contro la Sangiovannese (0-1) giocata il 13 gennaio. Salgono Prato e Pro Patria. Super il bottino di reti di Omar Nordi, autore di 22 reti, 2 in Coppa Italia e 20 in campionato, in doppia cifra anche José La Cagnina con 11 centri. Comunque un ottimo ritorno della matricola Pavese nel calcio professionistico. Nella Coppa Italia di Serie C il Pavia disputa ad agosto il girone C con poca fortuna.

## Rosa
| N. |                   | Ruolo | Calciatore       |
| -- | ----------------- | ----- | ---------------- |
|    | Italia (bandiera) | C     | Matteo Ambrosoni |
|    | Italia (bandiera) | D     | Dario Biasi      |
|    | Italia (bandiera) | C     | Luca Brambilla   |
|    | Italia (bandiera) | D     | Marco Candrina   |
|    | Italia (bandiera) | D     | Luciano Dondo    |
|    | Italia (bandiera) | C     | Stefano Garzon   |
|    | Italia (bandiera) | C     | Mavillo Gheller  |
|    | Italia (bandiera) | A     | Giuseppe Greco   |
|    | Italia (bandiera) | A     | Josè La Cagnina  |
|    | Italia (bandiera) | C     | Giovanni Lorusso |

| N. |                   | Ruolo | Calciatore       |
| -- | ----------------- | ----- | ---------------- |
|    | Italia (bandiera) | C     | Samuele Marni    |
|    | Italia (bandiera) | A     | Omar Nordi       |
|    | Italia (bandiera) | D     | Federico Pettinà |
|    | Italia (bandiera) | P     | Tiziano Ramon    |
|    | Italia (bandiera) | A     | Mario Rossini    |
|    | Italia (bandiera) | D     | Simone Sanavio   |
|    | Italia (bandiera) | C     | Andrea Tubaldo   |
|    | Italia (bandiera) | C     | Luca Tutone      |
|    | Italia (bandiera) | A     | Andrea Vitali    |
|    | Italia (bandiera) | D     | Moreno Zocchi    |

## Risultati

### Campionato

#### Girone di andata
| Arbitro: | Crugliano (Crotone) |

|                |           |  |
| Nordi 26’, 80’ | Marcatori |  |

| San Giovanni Valdarno 9 settembre 2001 2ª giornata | Sangiovannese     | 0 – 0 | Pavia | Stadio Virgilio Fedini\| Arbitro: \| Latella (Potenza) \| |
| Arbitro:                                           | Latella (Potenza) |       |       |                                                           |

| Pavia 16 settembre 2001 3ª giornata | Pavia                     | 0 – 0 | Biellese | Stadio Pietro Fortunati\| Arbitro: \| Landolfo (Frattamaggiore) \| |
| Arbitro:                            | Landolfo (Frattamaggiore) |       |          |                                                                    |

| Arbitro: | Santucci (Reggio Calabria) |

|                          |           |                |
| Augliera 7’ Donghi 90+5’ | Marcatori | 42’, 47’ Nordi |

| Arbitro: | Smaldone (Nichelino) |

|                                 |           |                   |
| Nordi 60’ (rig.) La Cagnina 89’ | Marcatori | 69’, 75’ Scarpato |

| Pavia 7 ottobre 2001 6ª giornata | Pavia            | 0 – 0 | Legnano | Stadio Pietro Fortunati\| Arbitro: \| Tonin (Piombino) \| |
| Arbitro:                         | Tonin (Piombino) |       |         |                                                           |

| Arbitro: | Marti (Modena) |

|              |           |                |
| M. Rossi 58’ | Marcatori | 44’ M. Rossini |

| Pavia 21 ottobre 2001 8ª giornata | Pavia              | 0 – 0 | Pro Vercelli | Stadio Pietro Fortunati\| Arbitro: \| Gandolfi (Cremona) \| |
| Arbitro:                          | Gandolfi (Cremona) |       |              |                                                             |

| Arbitro: | Ciancaleoni (Foligno) |

|                                     |           |                      |
| Daniele Curti 13’ A. Amato 61’, 77’ | Marcatori | 56’ Nordi 87’ Tutone |

| Arbitro: | Carrer (Conegliano) |

|                                                      |           |                 |
| Nordi 44’ (rig.) M. Rossini 48’ Ambrosoni 50’ (rig.) | Marcatori | 90+2’ Sansovini |

| Arbitro: | Celi (Bari) |

|                 |           |                |
| Marchesetti 83’ | Marcatori | 86’ La Cagnina |

| Arbitro: | C. Rodomonti (Teramo) |

|                                        |           |                   |
| M. Rossini 5’ La Cagnina 19’ Nordi 36’ | Marcatori | 45+1’, 59’ Saboga |

| Arbitro: | Banti (Livorno) |

|             |           |          |
| Scaglia 10’ | Marcatori | 2’ Nordi |

| Arbitro: | Frezza (Roma) |

|                  |           |                   |
| Nordi 84’ (rig.) | Marcatori | 29’ (rig.) Buglio |

| Arbitro: | Ciampi (Roma) |

|               |           |               |
| Zaffaroni 56’ | Marcatori | 5’ M. Rossini |

| Pavia 16 dicembre 2001 16ª giornata | Pavia               | 0 – 0 | Novara | Stadio Pietro Fortunati\| Arbitro: \| Angiuoni (Oristano) \| |
| Arbitro:                            | Angiuoni (Oristano) |       |        |                                                              |

| Arbitro: | Ciliberto (Merano) |

|  |           |                  |
|  | Marcatori | 55’ (rig.) Nordi |

#### Girone di ritorno
| Arbitro: | Tagliavento (Terni) |

|                                   |           |                  |
| Lamma 17’ Pagliuca 76’ Lugnan 85’ | Marcatori | 38’ (rig.) Nordi |

| Arbitro: | Ciampi (Roma) |

|  |           |             |
|  | Marcatori | 14’ Millesi |

| Biella 20 gennaio 2002 20ª giornata | Biellese                      | 0 – 0 | Pavia | Stadio Lamarmora\| Arbitro: \| Masin (Cervignano del Friuli) \| |
| Arbitro:                            | Masin (Cervignano del Friuli) |       |       |                                                                 |

| Arbitro: | Di Renzo (Ostia Lido) |

|                                       |           |                               |
| La Cagnina 45’ Nordi 86’ Garzon 90+6’ | Marcatori | 26’ (aut.) Biasi 90+2’ D'Adda |

| Arbitro: | Damato (Barletta) |

|                |           |               |
| Machetti 90+3’ | Marcatori | 3’ La Cagnina |

| Arbitro: | Marti (Modena) |

|  |           |                     |
|  | Marcatori | 46’, 61’ M. Rossini |

| Pavia 17 febbraio 2002 24ª giornata | Pavia                         | 0 – 0 | Valenzana | Stadio Pietro Fortunati\| Arbitro: \| Masin (Cervignano del Friuli) \| |
| Arbitro:                            | Masin (Cervignano del Friuli) |       |           |                                                                        |

| Arbitro: | Siragusa (Acireale) |

|             |           |                |
| Vianello 8’ | Marcatori | 35’, 70’ Nordi |

| Pavia 3 marzo 2002 26ª giornata | Pavia       | 0 – 0 | Meda | Stadio Pietro Fortunati\| Arbitro: \| Celi (Bari) \| |
| Arbitro:                        | Celi (Bari) |       |      |                                                      |

| Arbitro: | Padovan (Conegliano) |

|                                            |           |                          |
| Sansovini 59’ Bonuccelli 64’ Gemignani 66’ | Marcatori | 33’ Nordi 55’ La Cagnina |

| Arbitro: | Crugliano (Crotone) |

|                     |           |                             |
| Nordi 34’, 55’, 76’ | Marcatori | 29’ Hernandez 90+5’ Coletto |

| Arbitro: | Masin (Cervignano del Friuli) |

|                |           |  |
| Sansonetti 65’ | Marcatori |  |

| Arbitro: | Cenni (Imola) |

|                                 |           |  |
| La Cagnina 57’, 58’ Nordi 90+4’ | Marcatori |  |

| Arbitro: | Carrer (Conegliano) |

|                           |           |                |
| Belluomini 23’ Buglio 79’ | Marcatori | 28’ La Cagnina |

| Arbitro: | Giordano (Caltanissetta) |

|               |           |  |
| La Cagnina 4’ | Marcatori |  |

| Novara 28 aprile 2002 33ª giornata | Novara             | 0 – 0 | Pavia | Stadio Silvio Piola\| Arbitro: \| Pantana (Macerata) \| |
| Arbitro:                           | Pantana (Macerata) |       |       |                                                         |

| Arbitro: | Benedetti (Vicenza) |

|                          |           |  |
| Greco 10’ La Cagnina 48’ | Marcatori |  |

### Coppa Italia

#### Girone C
| Arbitro: | Gandolfi (Cremona) |

|                   |           |                                       |
| Matarrese 8’, 59’ | Marcatori | 31’ Tubaldo 40’ A. Vitali 84’ Gheller |

| Arbitro: | Santoro (Domodossola) |

|            |           |            |
| Zocchi 71’ | Marcatori | 64’ Donghi |

| Arbitro: | Cigalotti (Milano) |

|                                  |           |                                |
| M. Bertoni 49’ Andreini 71’, 90’ | Marcatori | 16’ Greco 78’ (rig.) Ambrosoni |

| Arbitro: | Bergonzi (Genova) |

|                       |           |                              |
| Nordi 28’ (rig.), 60’ | Marcatori | 16’, 72’ Beretta 67’ Araboni |

| 29 agosto 5ª giornata |  | – Turno di riposo Pavia |  |  |